# Del Gallego
Del Gallego is een gemeente in de Filipijnse provincie Camarines Sur op het eiland Luzon. Bij de laatste census in 2007 had de gemeente ruim 21 duizend inwoners.

## Geografie

### Bestuurlijke indeling
Del Gallego is onderverdeeld in de volgende 32 barangays:
| - Bagong Silang - Bucal - Cabasag - Comadaycaday - Comadogcadog - Domagondong - Kinalangan - Mabini - Magais I - Magais II - Mansalaya | - Nagkalit - Palaspas - Pamplona - Pasay - Peñafrancia - Pinagdapian - Pinugusan - Poblacion Zone III - Sabang - Salvacion - San Juan | - San Pablo - Santa Rita I - Santa Rita II - Sinuknipan I - Sinuknipan II - Sugsugin - Tabion - Tomagoktok - Zone I Fatima - Zone II San Antonio |

## Demografie
Del Gallego had bij de census van 2007 een inwoneraantal van 21.272 mensen. Dit zijn 816 mensen (4,0%) meer dan bij de vorige census van 2000. De gemiddelde jaarlijkse groei komt daarmee uit op 0,54%, hetgeen lager is dan het landelijk jaarlijks gemiddelde over deze periode (2,04%). Vergeleken met de census van 1995 is het aantal mensen met 2.512 (13,4%) toegenomen.

De bevolkingsdichtheid van Del Gallego was ten tijde van de laatste census, met 21.272 inwoners op 208,31 km², 102,1 mensen per km².